# Liste des sites Ramsar au Niger
Cet article recense les zones humides du Niger concernées par la convention de Ramsar.

## Statistiques
La convention de Ramsar est entrée en vigueur au Niger le 30 août 1987.
En juillet 2022, le pays compte 14 sites Ramsar, couvrant une superficie de 75 342,89 km2.

## Liste
| Site                          | 0         | Notes | Date              | Superficie (km²) | Altitude (m) | Identifiant Ramsar | Identifiant WDPA | Coordonnées                       | Photo |
| ----------------------------- | --------- | ----- | ----------------- | ---------------- | ------------ | ------------------ | ---------------- | --------------------------------- | ----- |
| Parc national du W du Niger   | Tillabéri |       | 30 avril 1987     | 3 850,00         | 230 - 310    | 355                | 17727            | 12° 39′ 43″ nord, 2° 34′ 59″ est  |       |
| Complexe Kokorou-Namga        | Tillabéri |       | 17 juin 2001      | 668,29           | 249          | 1071               | 900597           | 14° 10′ 05″ nord, 0° 57′ 00″ est  |       |
| Lac Tchad                     | Diffa     |       | 17 juin 2001      | 3 385,50         | 286          | 1072               | 900599           | 14° 01′ 05″ nord, 13° 18′ 25″ est |       |
| Zone humide du moyen Niger    | Dosso     |       | 17 juin 2001      | 521,80           | 171          | 1073               | 900598           | 12° 07′ 44″ nord, 3° 11′ 10″ est  |       |
| Dallol Maouri                 | Dosso     |       | 26 avril 2004     | 3 175,20         | 150 - 200    | 1381               | 902370           | 12° 15′ 43″ nord, 3° 33′ 54″ est  |       |
| Dallol Bosso                  | Dosso     |       | 26 avril 2004     | 8 921,22         | 212          | 1382               | 902369           | 13° 19′ 30″ nord, 2° 56′ 06″ est  |       |
| Zone humide du moyen Niger II | Dosso     |       | 26 avril 2004     | 385,55           | 174          | 1383               | 902371           | 11° 49′ 12″ nord, 3° 30′ 58″ est  |       |
| La mare de Dan Doutchi (de)   | Tahoua    |       | 16 septembre 2005 | 382,50           | 270          | 1492               | 902738           | 14° 19′ 55″ nord, 4° 40′ 55″ est  |       |
| La mare de Lassouri (de)      | Zinder    |       | 16 septembre 2005 | 340,00           | 351          | 1493               | 902739           | 14° 04′ 12″ nord, 9° 34′ 44″ est  |       |
| La mare de Tabalak (de)       | Tahoua    |       | 16 septembre 2005 | 1 071,00         | 270          | 1494               | 902740           | 15° 01′ 37″ nord, 5° 49′ 16″ est  |       |
| Oasis du Kaouar               | Agadez    |       | 16 septembre 2005 | 3 392,20         | 400 - 500    | 1495               | 902741           | 19° 21′ 36″ nord, 12° 52′ 08″ est |       |
| Gueltas et oasis de l'Aïr     | Agadez    |       | 16 septembre 2005 | 49 241,00        | 300 - 2 000  | 1501               | 902737           | 19° 10′ 34″ nord, 9° 04′ 01″ est  |       |
| Lac de Guidimouni             | Zinder    |       | 18 décembre 2019  | 3,384            |              | 2450               |                  | 13° 42′ 05″ nord, 9° 31′ 53″ est  |       |
| Lac de Madarounfa             | Maradi    |       | 18 décembre 2019  | 5,243            |              | 2451               |                  | 13° 18′ 53″ nord, 7° 08′ 28″ est  |       |